# Узда

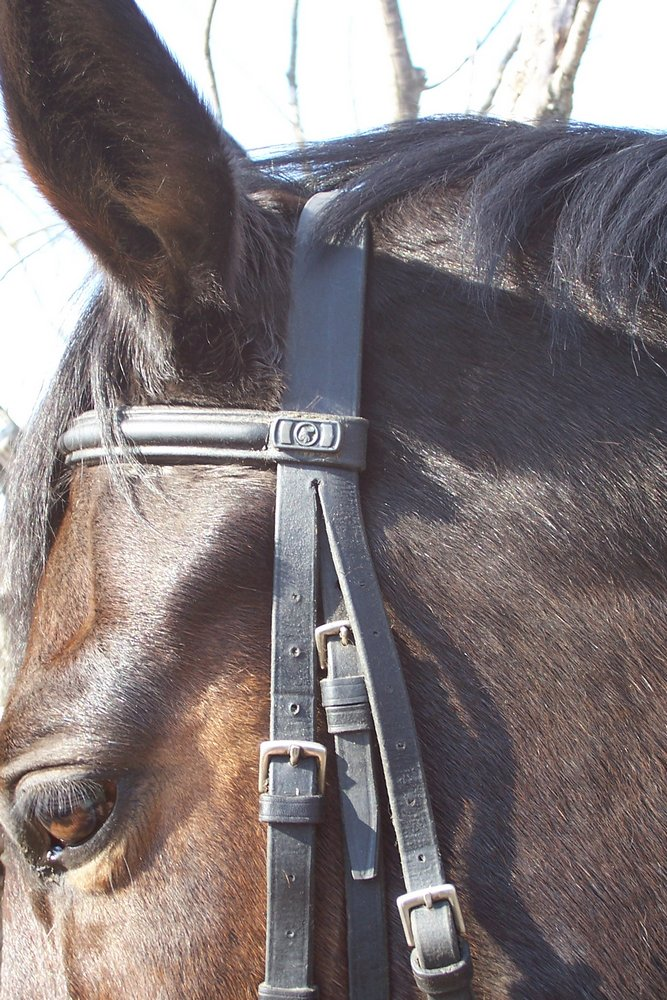
Узда

Узда́, узде́чка, оголовье — часть снаряжения и упряжи (конской сбруи), надеваемая на голову лошади и предназначенная для управления животным.
В различных краях (странах) Руси (России) также называлась узди́шка, узди́ща, в старину — узденица, в Татарии — башлык. Узда́, без удил, для лошадей на стойле, и с одним поводом, для привязи, обычно воровенная или лычная — недоумлок, оброть, обротка, недоу́здок. Лёгкая, верховая узда, не мундштучная, с одними удилами или трензелем, и без нахропника — узде́чка.

## Виды и типы

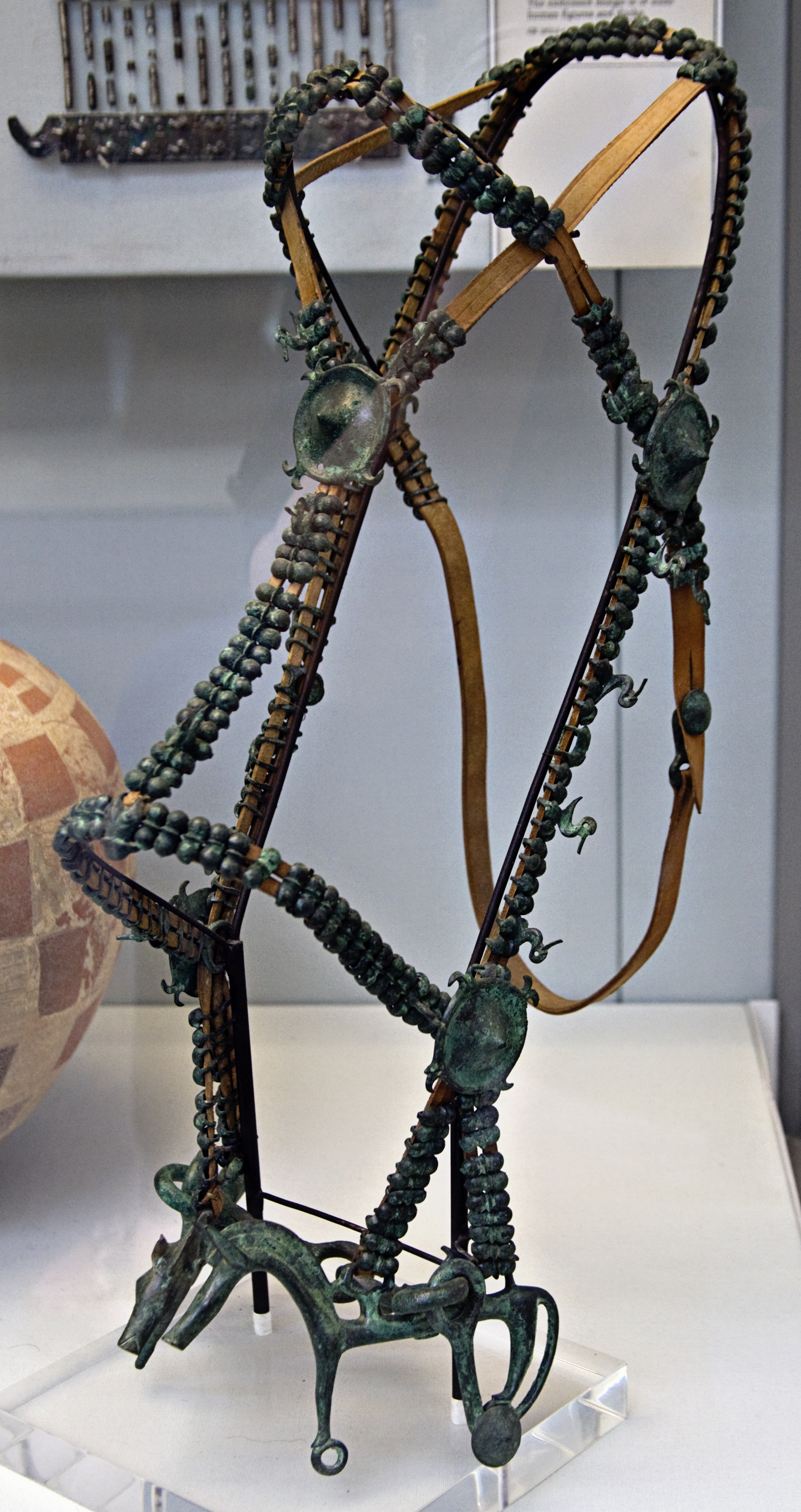
Уздечка

В конской сбруе существуют следующие виды и типы узд:
- верховая[6] — узда для верховых лошадей;
- упряжная — узда для упряжных лошадей;
- парадная — узда для торжественных случаев[6];
- рабочая — узда для повседневной работы.

## Строение узды
Узда состоит из следующих элементов:
- Суголовный (затылочный) ремень: суголовный ремень проходит на затылке лошади, прямо за ушами. Он удерживает оголовье на лошади и является его основанием.
- Нащёчные ремни: два ремня с обеих сторон, которые идут от суголовного ремня до трензельных колец. Они удерживают удила во рту лошади, и именно от длины этих ремней зависит положение удил во рту.
- Подбородный ремень: подбородный ремень крепится к суголовному с двух сторон и проходит у лошади под ганашом. Он также удерживает уздечку на голове. Некоторые уздечки (в основном вестерн-оголовья) не имеют подбородного ремня. Для безопасности и комфорта лошади, между ганашом и подбородным ремнем должен проходить кулак.
- Налобный ремень (налобник): налобник крепится за суголовный ремень с двух сторон под ушами. Он почти не удерживает уздечку на голове лошади, так что это в большей степени украшение.
- Капсюль: капсюль — ремень на храпе лошади. Ограничивает движение рта лошади и не дает ей уйти от давления удил. Чтобы не вызывать дискомфорта у лошади и не мешать отжевывать, капсюль не должен быть перетянутым (оптимально — чтобы два пальца сверху спокойно проходили между храпом и капсюлем). Не все лошади нуждаются в капсюле[7].
- Поводья (повод): длинный ремень, который с двух сторон прикрепляется к удилам. Именно благодаря поводу всадник воздействует удилами на рот лошади.
- Удила (трензель): железная конструкция (обычно из двух (трензель девятка) или трех (трензель восьмерка) подвижных частей), которая кладется лошади на беззубый край челюсти и осуществляет давление на него.

В другом источнике указаны иные названия ремней:
1. о́главль, нащечный, —ник или круговой, он же щеки — круговой ремень узды конской, от удил и позадь ушей; он связан поперек, вверху, налобником, снизу нахра́пком, под горлом засте́гой[8];
2. начельник, налобник, очелок или облобок;
3. нахра(о)пник, нахра(о)пок, нарыльник, намордник, переносок или перегубник;
4. крест или лыска, от очелка к нахрапку;
5. подщечный, —ник, подскульный, подгубник или застежной;
6. подвесок, с кистью; затем еще: повода, поводья (два, а у мундштука четыре), и чембур или повалец; на упряжной узде бывают наглазники или шоры, а чембура нет.

В старину на Руси (в России), да и сейчас некоторыми, под шею лошади вешали, на шнуре или цепочке, одну или несколько кистей — Науз (подвесок). Это конское украшение делалось из шёлка, пряденого серебра и золота, с ворворками шелковыми, золотыми, жемчужными.

## Типы уздечек

### «Английские» оголовья
- Трензельное оголовье: оголовье английского типа. Самый популярный тип оголовья. Состоит из суголовного, нащёчных, подбородного и налобного ремня, капсюля и трензеля с одним поводом.
- Оголовье с пелямом[англ.]: то же трензельное оголовье, только с пелямом вместо трензеля и двумя поводьями (один воздействует на само грызло, другой — на рычаг). Иногда вместо двух поводьев к рычагу и трензелю прикрепляют маленький кожаный ремень, который уже в свою очередь крепится к одному поводу. Нередко используется вместе с цепочкой.
- Мундштучное оголовье: то же трензельное оголовье, только с дополнительными удилами (и поводьями) — мундштуком. Используется в выездке.

### Рабочие и шоу-оголовья
- Вестерн-оголовье: используется в вестерн-дисциплинах. Используется без капсюля. Также часто вместо обычного налобника используется ремень на одно ухо, который удерживает оголовье, но при этом подобные уздечки часто не имеют и подбородного ремня.

### Бестрензельные
- Хакамора: конструкция, позволяющая управлять лошадью без трензеля. Вместо трензеля используется особый носовой ремешок, который при определённых движениях наездника создаёт давление на лицо, подбородок и переносицу животного, сигнализируя о тех или иных командах. Интенсивность воздействия хакаморы зависит от материала, из которого изготовлены ремешки, и длины дужки удил. Чем больше длина, тем больше диапазон интенсивности воздействия на переносицу. Обычно хакаморы изготавливаются из мягкой сыромятной кожи. В конном спорте использовать хакамору могут только самые опытные наездники, которые смогли выстроить с лошадью доверительные отношения и абсолютное понимание команд животным[10]. Также используется при работе с лошадьми, у которых есть проблемы с ротовой полостью или с зубами.
- Кавессон: традиционное безжелезное оголовье, используемое сторонниками академической школы выездки лошадей с древних времен и по сей день. Кавессон представляет собой кожаное оголовье, состоящее из нащёчно-затылочного ремня, подбородного ремня и носового ремня с тремя кольцами. В носовом ремне размещена металлическая цепь без зазубрин, за счёт чего он лучше прилегает к носу лошади. Цепь, как правило, оборачивается поролоном, что делает носовой ремень мягким, точным и предотвращает растягивание[11].
- Кавемора: комбинация кавессона и хакаморы без цепей[12].
- Уздечка Кука: изобретение английского ветеринара доктора Роберта Кука (англ. Robert Cook). Разработка данной уздечки — результат исследований Роберта Кука о вреде «железа» (т.е. трензеля), которые всадники держат во рту лошади. По мнению Кука удары железа о губы, зубы, дёсны и щёки животного наносят его здоровью очевидный вред. Ко вреду доктор отнёс также неуместный пищеварительный рефлекс и затруднённое дыхание. Уздечка Кука, лишённая железа, действует давлением на нос, ганаши и затылок лошади[13][14].

## Размер оголовья
Несмотря на существующие стандартные размеры оголовий, для каждой лошади оголовье подбирается индивидуально в силу физиологических особенностей строения головы животного. От правильно подобранного размера оголовья зависит комфорт животного, его хорошее самочувствие, настроение и, как следствие, расположенность к работе.
Когда уздечка надета на голову лошади, между нащёчным ремнем и челюстью лошади должна умещаться ладонь; между капсюлем и носом лошади, а также между налобником и лбом лошади должны проходить два пальца. Налобник не должен быть слишком коротким, чтобы не защипывать кожу сзади ушей животного, и не должен быть слишком длинным, чтобы не стягивать уздечку вперёд.